# Centrosaurinae
I centrosaurini (Centrosaurinae Lambe, 1915) sono una sottofamiglia di dinosauri ceratopsidi, caratteristica del Cretaceo superiore (Campaniano e Maastrichtiano) dell'America settentrionale, ed in particolare america dell'Ovest, recentemente (2010) sono stati scoperti anche in Cina (Sinoceratops), confermando la somiglianza tra le faune tardo cretacee di Asia orientale e America occidentale. Come tutti i ceratopsidi, i centrosaurini possedevano un muso cornuto e un collare osseo che si protendeva all'indietro, a proteggere il collo. 

## Collari corti ma spinosi

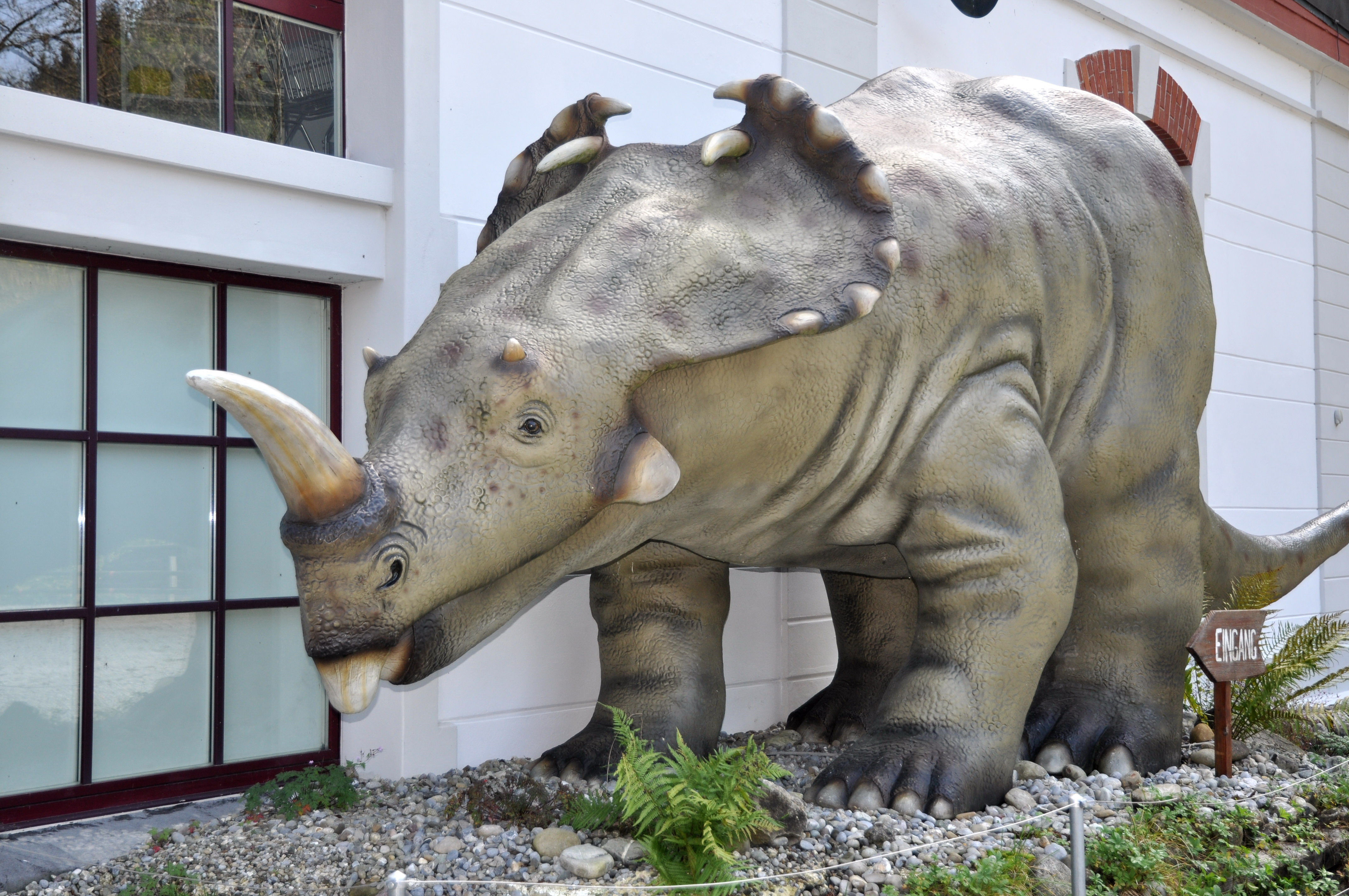
Ricostruzione museale di Centrosaurus

Nei centrosaurini questa struttura, al contrario che nell'altro gruppo di ceratopsidi (i casmosaurini), era piuttosto corta e di forma semicircolare. Grandi aperture nelle ossa del cranio fornivano ancoraggi ai possenti muscoli della bocca. Il collare era inoltre dotato, in alcune forme, di spine più o meno lunghe, che si protendevano dai bordi o andavano a coprire il collare stesso. Altra differenza fondamentale rispetto ai casmosaurini riguarda la disposizione delle corna: mentre questi ultimi possedevano due lunghe corna spraorbitali e un piccolo corno nasale, i centrosaurini avevano un grande corno sul naso e due piccole protuberanze sopra gli occhi.

## Generi principali
Il genere che dà il nome alla sottofamiglia è Centrosaurus, dai caratteristici "uncini" che coprivano il cranio, ma la forma più famosa è senza dubbio Styracosaurus, con il collare circondato da spine. L'ultimo rappresentante della famiglia, vissuto nel Maastrichtiano, è Pachyrhinosaurus. Recentemente sono state scoperte alcune forme (Einiosaurus, Achelousaurus) che hanno permesso di classificare meglio i centrosaurini.